# Amata dichotoma
Amata dichotoma là một loài bướm đêm thuộc phân họ Arctiinae, họ Erebidae.